# Quatuor à cordes de Tailleferre
Pour les articles homonymes, voir Quatuor à cordes (homonymie).
Le Quatuor à cordes est un quatuor à cordes de la compositrice française Germaine Tailleferre écrit en 1919.

## Histoire
Un de ses amis, le peintre Ker-Xavier Roussel, la pousse à écrire un quatuor à cordes, pour un concert à la fin de l'année 1917, qui comportait des œuvres de Louis Durey, Georges Auric, Arthur Honegger.
Le quatuor étant inachevé à la date prévue, l'œuvre est présentée sous le titre "Sonatine" et interprétée par le Quatuor Capelle au Vieux-Colombier. 
Ce n'est qu'en 1919 que Germaine Tailleferre le termine en lui ajoutant son dernier mouvement. Elle le dédie à Arthur Rubinstein, qui partant en tournée au Brésil souhaitait promouvoir son œuvre.
Le quatuor est alors créé en 1923 à la salle Gaveau, toujours par le Quatuor Capelle.

## Mouvements
Ce quatuor est en trois mouvements :
- Modéré
- Intermède
- Final : vif

## Discographie
- Germaine Tailleferre, Kammermusik für Streicher, Bläser und Klavier, Quatuor Fanny Mendelssohn, décembre 1992, Troubadisc, 1993.
- The Music of Germaine Tailleferre, Porter String Quartet, Helicon Records, 1997.
- Ravel/Tailleferre/Milhaud String Quartets, Leipziger Streichquartett, MDG, 2005.